# Kendalagung
Kendalagung is een bestuurslaag in het regentschap Rembang van de provincie Midden-Java, Indonesië. Kendalagung telt 1316 inwoners (volkstelling 2010).